# 129955 Eriksyrstad
129955 Eriksyrstad è un asteroide della fascia principale. Scoperto nel 1999, presenta un'orbita caratterizzata da un semiasse maggiore pari a 2,6812252 UA e da un'eccentricità di 0,2261020, inclinata di 14,14002° rispetto all'eclittica.